# 19563 Brzezinska
19563 Brzezinska è un asteroide della fascia principale. Scoperto nel 1999, presenta un'orbita caratterizzata da un semiasse maggiore pari a 2,2642469 UA e da un'eccentricità di 0,1342603, inclinata di 5,24863° rispetto all'eclittica.